# Lord Herries of Terregles
Lordowie Herries of Terregles 1. kreacji (parostwo Szkocji)
- 1490–1505: Herbert Herries, 1. lord Herries of Terregles
- 1505–1513: Andrew Herries, 2. lord Herries of Terregles
- 1513–1543: William Herries, 3. lord Herries of Terregles
- 1543–1594: Agnes Maxwell, 4. lady Herries of Terregles
- 1594–1604: William Maxwell, 5. lord Herries of Terregles
- 1604–1631: John Maxwell, 6. lord Herries of Terregles
- 1631–1677: John Maxwell, 3. hrabia Nithsdale i 7. lord Herries of Terregles
- 1677–1696: Robert Maxwell, 4. hrabia Nithsdale i 8. lord Herries of Terregles
- 1696–1716: William Maxwell, 5. hrabia Nithsdale i 9. lord Herries of Terregles
- 1858–1876: William Constable-Maxwell, 10. lord Herries of Terregles
- 1876–1908: Marmaduke Francis Constable-Maxwell, 11. lord Herries of Terregles
- 1908–1945: Gwendolen Mary Fitzalan-Howard, 12. lady Herries of Terregles
- 1945–1975: Bernard Marmaduke Fitzalan-Howard, 16. książę Norfolk i 13. lord Herries of Terregles
- 1975 -: Anne Elizabeth Cowdrey, 14. lady Herries of Terregles